# Флавий Промот
Флавий Промот (на латински: Flavius Promotus; † септември 392 г.) е политик и генерал на Римската империя през 4 век.
Промот е през 386 г. magister peditum („командир на инфантерията“) в Тракия. Побеждава 387 г. генерал Одотей (Odotheus) в битка на Дунав с навлезлите в Източната империя гревтунги. През 388 г. Теодосий I номинира Промот за magister equitum („командир на кавалерията“) и той участва във войната против Магн Максим.
През 389 г. e консул заедно с Флавий Тимасий. През 392 г. е в конфликт с magister officiorum на Теодосий и новоизбрания преториански префект Флавий Руфин. Умира през септември 392 г.
Промот има къща в Константинопол, от която 404 г. готите правят свой манастир.